# Alain Giroletti
Alain Giancarlo Giroletti Nardali (Caracas, 8 settembre 1979) è un ex calciatore venezuelano, di ruolo centrocampista.

## Carriera
Giocatore di origini italiane, ha iniziato a giocare nella Primera División del Campionato venezuelano di calcio con le maglie di Monagas Sport Club, Aragua Fútbol Club e Deportivo Italia, segnando complessivamente quattro gol. Nel 2008 è passato nella Serie D italiana con il Matera, per poi rientrare in Venezuela dove ha militato per quattro anni nel Deportivo Petare.
Tra il 2006 ed il 2007 ha giocato otto gare con la Nazionale di calcio del Venezuela.